# لشکر فیل‌ها
لشکر فیل‌ها (به تامیلی: Vaaranam Aayiram) یا هزاران فیل فیلمی محصول سال ۲۰۰۸ و به کارگردانی گاتام منون است. در این فیلم بازیگرانی همچون سوریا، سیمران، دیویا اسپاندانا، سمیرا ردی ایفای نقش کرده‌اند.